# Ludwig von Herterich

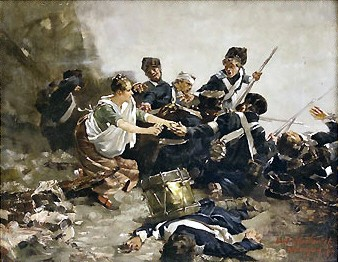
Ludwig Herterich: Johanna Stegen, die Heldin von Lüneburg (Szene aus den Napoleonischen Kriegen), 1887

Ludwig Herterich, seit 1917 Ritter von Herterich, (* 13. Oktober 1856 in Ansbach; † 25. Dezember 1932 in Etzenhausen, heute zu Dachau) war ein deutscher Maler und Kunstpädagoge. Er erlangte vor allem als Porträtist und Monumentalmaler Bedeutung und war ein führender Repräsentant der Münchner Schule.

## Leben
Ludwig Herterich war der Sohn des Bildhauers und Restaurators Franz Herterich und jüngerer Bruder von Johann Caspar Herterich. 1872 zog er nach München und nahm Unterricht bei seinem Bruder und Wilhelm von Diez. Ab 1873 studierte er in der Bildhauerklasse der Akademie der bildenden Künste in München. Von 1885 bis 1895 war er Lehrer an der Damenakademie des Münchner Künstlerinnenvereins, wo er die Fächer Zeichnen nach Gipsmodellen, Kopf- und Aktmalen sowie Kopf- und Aktzeichnen unterrichtete. Ab 1896 war er Professor (Nachfolge Jakob Grünenwald) an der Kunstschule Stuttgart und dann ab 1898 Professor an der Akademie der Bildenden Künste in München. Herterich war unter anderem maßgeblich an der bildkünstlerischen Ausgestaltung vom Schloss Wolfsbrunn im Erzgebirge beteiligt.
Ludwig von Herterich war Mitglied der Münchener Secession und des Deutschen Künstlerbundes. Er nahm bereits an der ersten Ausstellung des Künstlerbundes 1904 in den Staatlichen Antikensammlungen in München mit dem Doppelporträt Frau Professor Littmann mit Tochter teil. 1908 wurde er für seine Verdienste mit dem Maximiliansorden für Wissenschaft und Kunst geehrt und durch König Ludwig III. mit dem Ritterkreuz des Verdienstordens der Bayerischen Krone beliehen. Damit verbunden war die Erhebung in den persönlichen Adelstand und er durfte sich nach der Eintragung in die Adelsmatrikel am 24. September 1917 „Ritter von Herterich“ nennen.

### Schüler
- Richard Blume
- Karl Caspar
- Maria Caspar-Filser
- Leo Delitz
- Felix Eisengräber
- Adolf Erbslöh
- Fanny Edle von Geiger-Weishaupt
- Ida Giesecke
- Hans Happ
- Tyra Kleen
- Käthe Kollwitz
- Milan Milovanović
- Hermann Mühlen
- Charlotte Wilhelmine Niels
- Gisbert Palmié
- Rosa Pfäffinger
- Josef Plenk
- Walter Püttner
- Julius Seyler
- Gustav Schneeli
- Maria Slavona
- Alfons Zeileis